# ジョン・C・ステニス (空母)

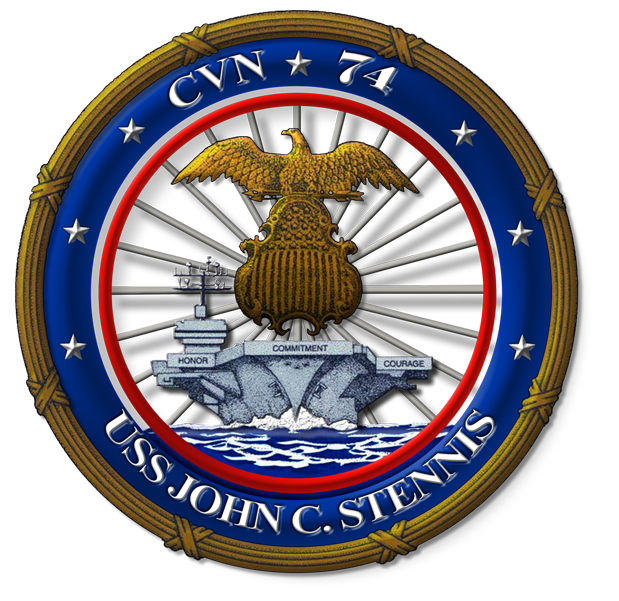
insignia

ジョン・C・ステニス (USS John C. Stennis, CVN-74) は、アメリカ海軍の航空母艦。ニミッツ級航空母艦の7番艦である。艦名はアメリカ合衆国連邦議会上院軍事委員会委員長として海軍力増強に努めたジョン・C・ステニスに因んで命名された。

## 艦歴
1991年3月13日、ニューポート・ニューズ造船所で起工し、1993年11月11日にマーガレット・ステニス・ウォンブルによって命名、進水、1995年12月9日に就役。就役時の母港はサンディエゴ。 
1998年2月26日にノーフォークを出航したステニスは、平均速度29.4ノットで274時間巡航、8,020海里の距離を移動し3月11日にペルシャ湾に到着した。ペルシャ湾ではイラク上空の飛行禁止区域の警戒を担当し、1998年7月19日にオーストラリアおよびハワイに向かう。1998年8月26日にサンディエゴに到着した。
1999年11月30日、サンディエゴのノースアイランド海軍航空基地の近くで座礁した。沈泥が原子炉の冷却システムの循環パイプをふさぎ、2基の原子炉は緊急停止した。ステニスは桟橋に牽引され、調査とメンテナンスに2日を要した。洗浄費用は約200万ドルが費やされた。
2000年1月7日、サンディエゴを出航したステニスはイラクの飛行禁止区域の警戒を行い、その後韓国、香港、マレーシア、バーレーン、アラブ首長国連邦、オーストラリアを訪問した。ステニスは7月3日にサンディエゴに帰還した。
2001年11月12日にペルシャ湾に向けて出航、アフガニスタンでの作戦活動支援後、2002年5月28日に帰還した。
2004年はアラスカ湾での演習「ノーザン・エッジ 2004」、ハワイ海域でのリムパックに参加後、8月21日に長崎県佐世保港へ寄港した。
2005年1月8日に母港をサンディエゴからブレマートンに変更する（2015年現在も母港としている）。翌9日にドック入りし広範囲オーバーホールを開始、11ヶ月に及ぶ作業では新型マストが取り付けられた。
2007年1月20日、ステニスはペルシャ湾に向けて出航し、2月19日に到着、第5艦隊のドワイト・D・アイゼンハワー (USS Dwight D. Eisenhower, CVN-69) と合流、活動した。2003年以来初めて2つの空母打撃群が同海域に存在したこととなった。

5月23日にはニミッツ (USS Nimitz, CVN-68) 、ボノム・リシャール (USS Bonhomme Richard, LHD-6) を含む8隻の艦艇と共にホルムズ海峡を通過した。
2009年2月28日、ステニスは北朝鮮が人工衛星発射の打ち上げを準備していることに対して、警戒のため西太平洋海域に補助艦艇とともに派遣された。作戦予定期間は未定。
2013年3月30日、北朝鮮が韓国、米国への挑発の度合いを強める中、インド洋や西太平洋を担当する第7艦隊担当海域に進出。北朝鮮に軍事的圧力をかけ、挑発を抑止する狙いがあるとみられる。　
2016年1月15日、西太平洋地域へのパトロール航海のため、ワシントン州ブレマートンを出港すると発表。帯同艦はイージス巡洋艦モービル･ベイ(USS Mobile Bay, CG-53)とイージス駆逐艦ウィリアム･P･ローレンス(USS William P. Lawrence, DDG-110)、ストックデール(USS Stockdale, DDG-106)、チャン・フー(USS Chung-Hoon, DDG-93)。

2月4日、日付変更線越境し、第7艦隊担当海域に進出。2月14日、グアム寄港。3月7日、南シナ海で通常の作戦を実施し、ルソン海峡を通ってフィリピン海へ抜けたとに発表。

3月13日、米韓合同軍事演習「キー・リゾルブ」に参加、釜山にて欧米メディア公開。

2018年8月3日、米海軍は本艦を核燃料棒交換および近代化改装(Refueling and Complex Overhaul: RCOH)に先立ち、大西洋艦隊に移転、母港をノーフォークに移すことを発表した。その後、バージニア州にある建造元であるニューポート・ニューズに入渠しRCOHを行う予定である。

## ジョン・C・ステニス空母打撃群：John C. Stennis Strike Group（JCSSG）
ジョン・C・ステニスは第3空母打撃群 (Carrier Strike Group 3, CSG-3) の旗艦であり、打撃群は第21駆逐戦隊 (Destroyer Squadron 21, DESRON-21) を含む。なお、艦載の第9空母航空団（英: Carrier Air Wing 9、略称：CVW-9）は、空母エイブラハム・リンカーン（CVN-72）に移管されている。

### 第21駆逐戦隊
※活動担当海域によって艦船入れ替えあり

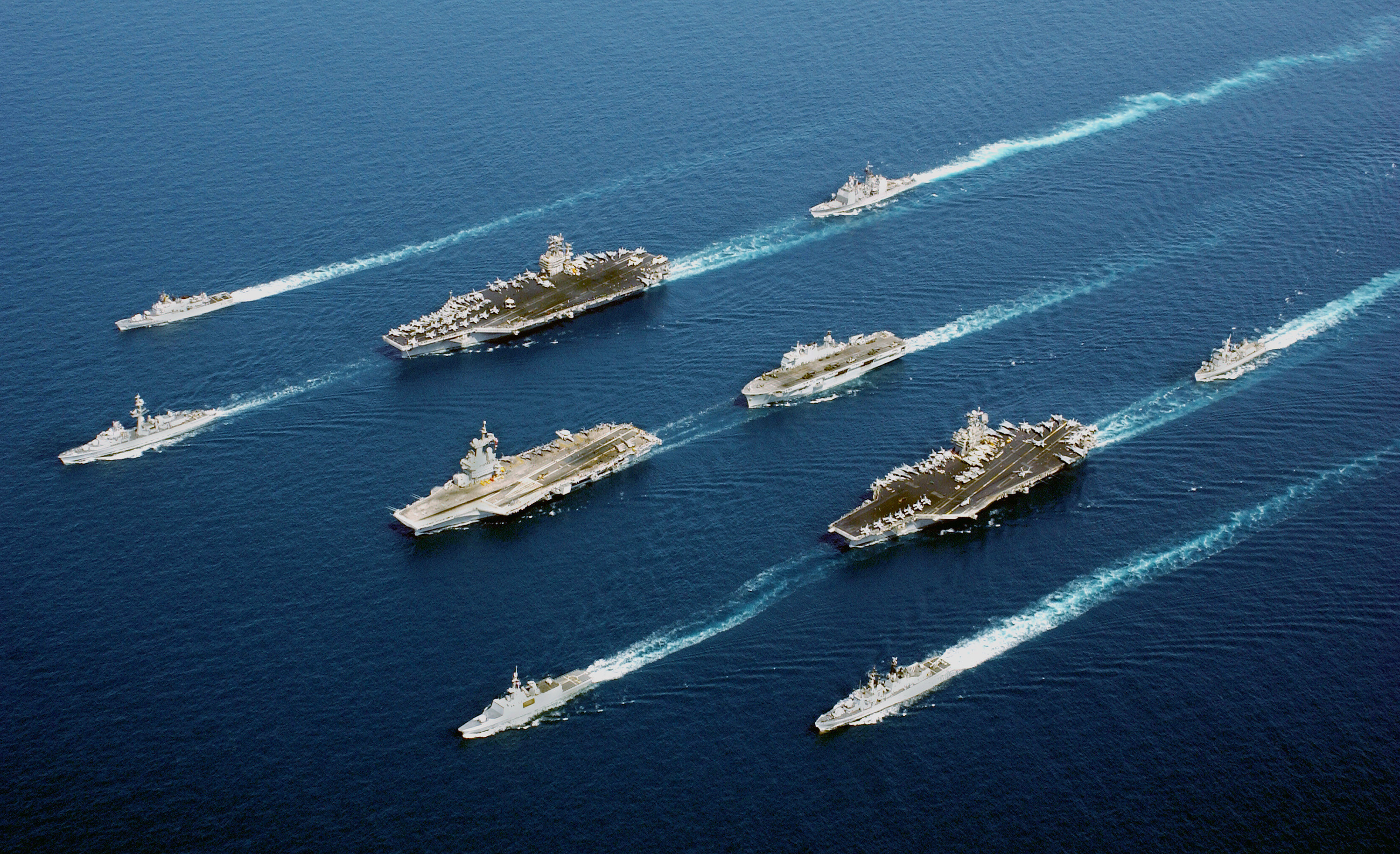
不朽の自由作戦に参加するステニスと多国籍軍艦艇

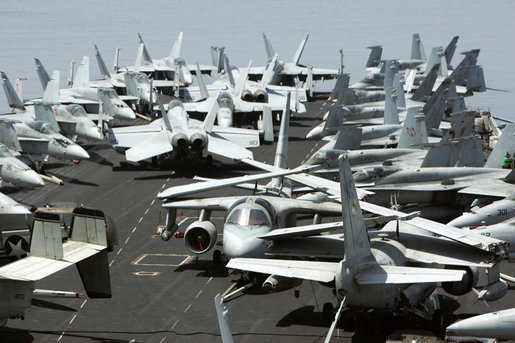
ステニス艦上の航空機

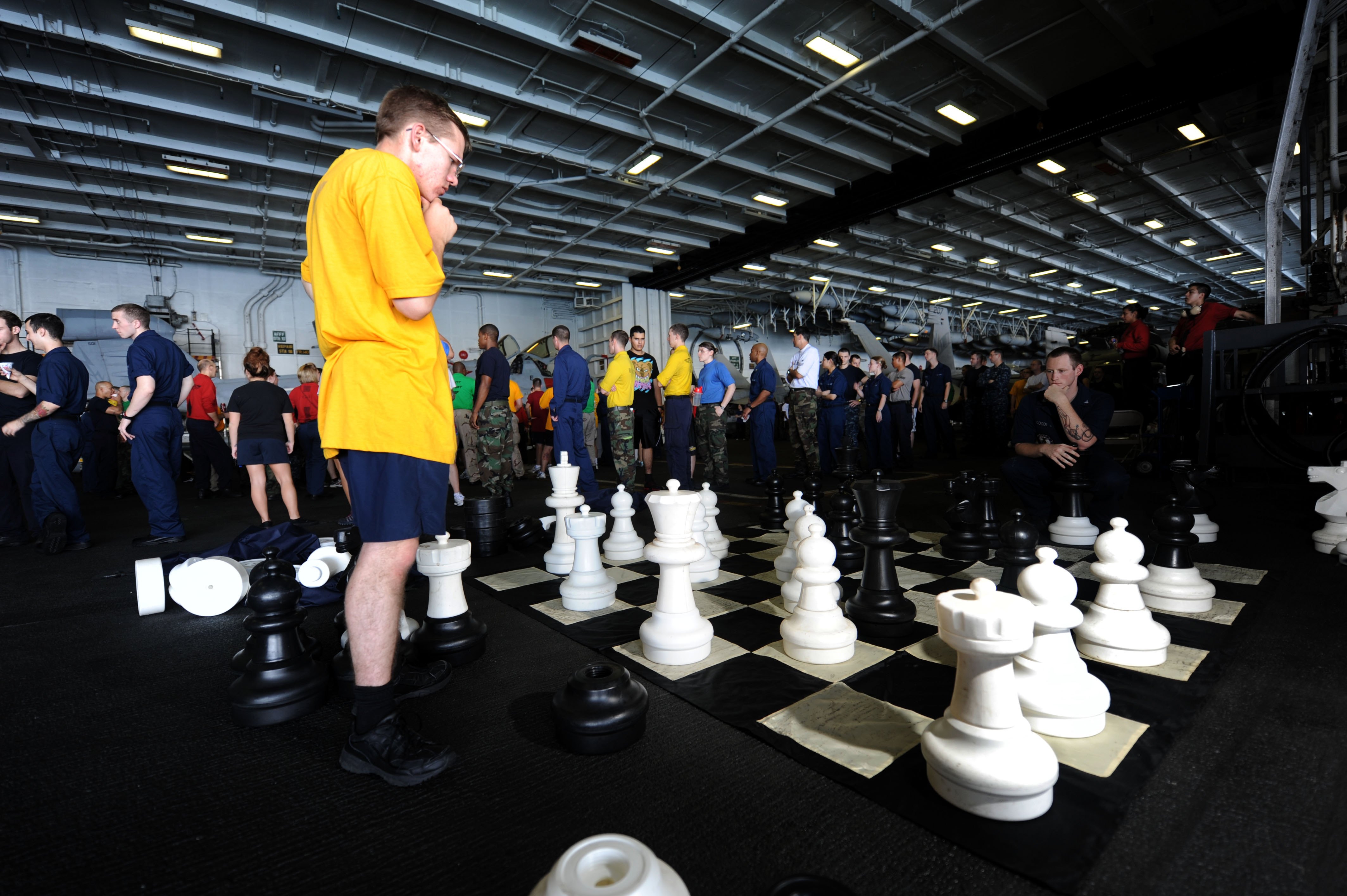
ステニスの格納庫甲板で行われたレクリエーション

- ミリアス (USS Milius, DDG-69)
- チャン・フー(USS Chung-Hoon, DDG-93)
- キッド (USS Kidd, DDG-100)
- デューイ (USS Dewey, DDG-105)
- ストックデール("USS Stockdale, DDG-106")
- ウェイン・E・マイヤー (USS Wayne E. Meyer, DDG-108)
- ウィリアム･P･ローレンス(USS William P. Lawrence, DDG-110)

### その他の所属艦
- モービル･ベイ(USS Mobile Bay, CG-53)
- アンティータム (USS Antietam, CG-54)
- ブリッジ (USNS Bridge, T-AOE-10)